# Maison des étudiants de l'Asie du Sud-Est
La Maison des étudiants de l'Asie du Sud-Est est l'une des résidences universitaires de la Cité internationale universitaire de Paris. Inaugurée en 1930 sous le nom de Maison d'Indochine, ce pavillon avait originellement pour but d'accueillir des étudiants originaires de l'Indochine française. Son architecture intérieure et extérieure, conçue par Pierre Martin et Maurice, s'inspire de l'architecture traditionnelle des pays de la péninsule indochinoise. Son grand salon, décoré de toiles marouflées, ornées de dragons célestes, a servi de décor à plusieurs films dans les années 1990 et 2010. 
La Maison fut dans l'entre-deux-guerres le théâtre de tensions autour de la présence coloniale française en Indochine. Après avoir changé de nom une première fois en 1968, celle-ci a adopté sa dénomination de Maison des étudiants de l'Asie du Sud-Est en 1972. Elle accueille aujourd'hui principalement des étudiants de ParisTech. 

## Histoire

### L'origine du projet
L'idée de créer un pavillon à la Cité universitaire pour accueillir les étudiants originaires d'Indochine à Paris émerge à la suite de sollicitations du ministre de l’Instruction publique, Édouard Daladier par l’Association mutuelle des Indochinois. Cette dernière est une institution para-institutionnelle, subventionnée par le ministère des Colonies, chargé d'encadrer la diaspora indochinoise en France.
Un comité d’initiative est nommé à la demande du ministre au cours de l’été 1927. Le financement du projet est assuré par une campagne de souscription menée principalement en Indochine, qui rassemble plus de 94 000 francs. La Société des distilleries de l'Indochine et la Banque de l'Indochine réalisent les souscriptions les plus importantes en versant 100 000 francs chacune. 104 autres entreprises participent également à cette campagne, avec pour objectif de disposer, grâce à la future maison, d'un personnel formé, compétent et loyal.
Au début de l’année 1928, le recteur de l’Université de Paris Sébastien Charléty accepte l’acte de donation. Un terrain est attribué pour la réalisation du projet, situé dans la partie occidentale de la Cité, le long de la rue Émile Faguet. La première pierre est posée le 11 juillet 1928 en présence du ministre des Colonies Georges Leygues et de l'empereur du Viêt Nam Bảo Đại,. La réalisation de la Maison, inspirée de l'architecture traditionnelle des pays de la péninsule indochinoise, est confiée aux architectes Pierre Martin et Maurice Vieu.

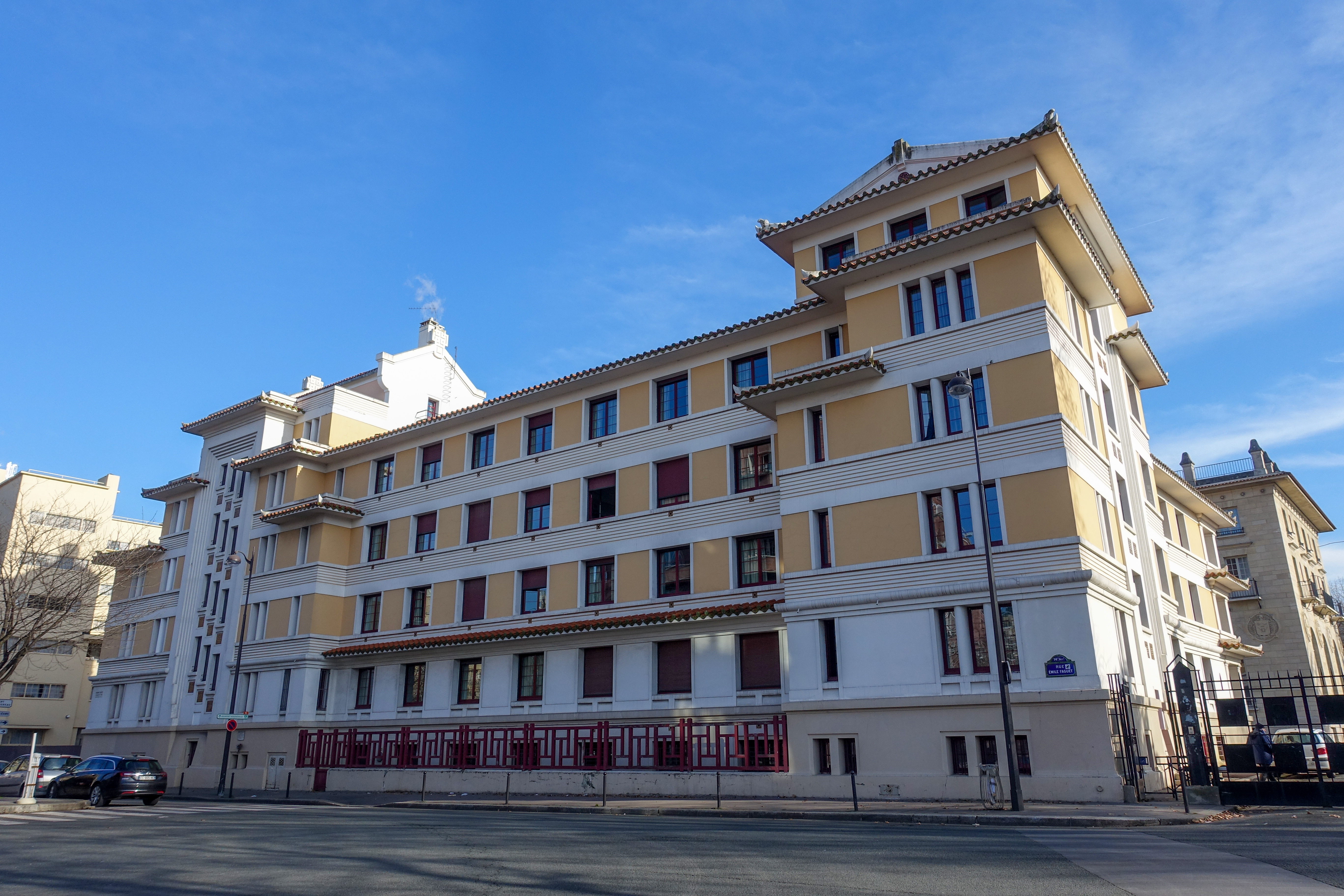
Vue de la façade de la Maison des étudiants de l'Asie du Sud-Est, inspirée de l'architecture traditionnelle vietnamienne.

### La Maison de l'Indochine (1930-1968)
Les premiers résidents sont accueillis à la fin de l’hiver 1930 et la cérémonie d’inauguration officielle a lieu le 22 mars 1930. La nouvelle Maison se donne alors pour but d'accueillir des « étudiants annamites, cambodgiens et laotiens » et des « professeurs, lettrés, savants indochinois venant faire à Paris des travaux » mais aussi des « étudiants français nés en Indochine ou appartenant à une famille domiciliée en Indochine » ou encore des métropolitains, « étudiants français désignés par la Fondation nationale ». 
En octobre 1930, la maison accueille 96 résidents, dont 51 indochinois, parmi lesquels 47 vietnamiens, ainsi que 45 Français, dont 39 nés ou ayant « des attaches en Indochine ». Pendant les années 1930, la tendance s’inverse et le nombre de résidents français dépasse celui d’Indochinois.
Durant l'entre-deux-guerres, la Maison de l’Indochine devient, en dépit du projet de ses instigateurs, le théâtre de tensions autour de la question coloniale. En décembre 1930, « des injures, des cris ou encore des jets de bouteilles » accueillent ainsi la désignation du nouveau comité de la maison, jugé trop proche des milieux colonialistes.
Au début de la Seconde Guerre mondiale, la Cité internationale universitaire voit ses maisons fermées et réquisitionnées par l'armée. La Maison de l’Indochine reste cependant ouverte dans un premier temps, au même titre que la Maison des provinces de France et que le Foyer international des étudiantes du Quartier latin. Le 1er novembre 1939, le conseil d'administration de la Maison de l'Indochine décide néanmoins sa fermeture. La Maison ne rouvre pas avant la fin de la guerre en 1945.
Entre 1945 et 1954, dans le contexte de la guerre d'Indochine, la Maison bénéficie de subventions du Haut-commissariat de l’Indochine puis du ministère chargé des relations avec les États associés, dans le cadre de l’Union française. Dans le même temps, les nouveaux États vietnamien, laotien et cambodgien, encore sous protectorats français, contribuent également au financement de la Maison. 
Après la signature des accords de Genève en 1954, la Maison de l'Indochine conserve cependant son nom et ce jusqu'en 1968.

### Maison des étudiants du Laos et du Vietnam (1968-1972)
Entre les années 1950 et 1960, la Cité internationale universitaire voit l'édification de deux nouvelles maisons pour accueillir les étudiants originaires d'Asie du Sud-Est : la Maison du Cambodge en 1957 et la Maison de l'Inde en 1968. Le 6 novembre 1968, la Maison de l'Indochine est rebaptisée « Maison des étudiants du Laos et du Vietnam ». L’admission de 20 Vietnamiens et 16 Laotiens parmi les 44 nouveaux admis la même année confirme cette approche « bi-étatique » plutôt que péninsulaire.  
Des tensions émergent entre étudiants vietnamiens et laotiens. Lors de la semaine culturelle du Vietnam en juin 1969, la présence du drapeau national vietnamien devant le grand salon de l’ancienne Maison de l’Indochine fait débat. La crainte de troubles conduit le délégué général de la Fondation nationale à exiger son retrait. Le refus des étudiants vietnamiens donne lieu à des heurts et à une « contre-manifestation d’étudiants français gauchistes » provoquant une bagarre au cours de laquelle un membre du Centre Culturel International est blessé.  
À partir de la fin des années 1960, la Maison de l'Indochine voit baisser ses subventions, liées originellement à la forte présente entrepreneuriale française au sein de la péninsule. En 1969 le Laos continue de subventionner le pavillon tandis que le Sud Vietnam ne verse plus que la moitié de la somme prévue, du fait notamment de la Guerre au Viêt Nam. Face à ces difficultés financières, le pavillon est rattaché à la Fondation nationale le 1er octobre 1970.  

### Maison des étudiants de l'Asie du Sud-Est (depuis 1972)
En 1972, la Maison prend sa dénomination actuelle de « Maison des étudiants de l’Asie du Sud-Est ».
Des travaux de rénovation sont engagés en 1998 pour rénover les toitures et l’extérieur. Au terme de travaux de rénovation aboutis en 2008, le nombre de logements au sein de la Maison passe de 113 à 131. Le grand salon est rénové en 2014 et le jardin en 2017. La résidence accueille désormais principalement des étudiants des écoles d'ingénieurs membres du réseau ParisTech, ayant participé financièrement à sa rénovation.

## Caractéristiques architecturales
La réalisation de la Maison est confiée aux architectes Pierre Martin et Maurice Vieu. Le bâtiment, qui s'inspire librement de l'architecture traditionnelle des pays de la péninsule indochinoise tout en respectant le gabarit parisien, compte 100 pièces avec de longs toits en surplomb, des angles de toits « en bec de tourterelle »et des rampes d'escalier en bois conçue sur un modèle du Palais impérial de Huế. La résidence dispose aussi d'un jardin intérieur,,. 
L’architecture intérieure manifeste également cette même volonté de synthèse, avec un agencement à l’européenne dans un décor à la mode orientale. Le grand salon est décoré de toiles marouflées, ornées de dragons célestes et d'une peinture à l'huile du peintre vietnamien Lê Phổ. Peint à Hanoï en 1929, ce tableau fut ramené en France lorsque l'artiste vint préparer l'Exposition coloniale de 1931, puis accroché dans une salle de la Maison d'Indochine. 

## Résidents célèbres
- Saloth Sâr, futur Pol Pot[5],[11]
- Henrik de Danemark

## Dans la culture

### Lieu de tournage
La Maison des étudiants de l'Asie du Sud-Est, et notamment son grand salon, a servi de lieu de tournage pour plusieurs films. Le film Indochine de Régis Warnier (1992), qui narre l'histoire d'une famille française coloniale, y a été pour partie tourné, de même que certaines scènes du film La Fille sur le pont de Patrice Leconte (1998). La Maison a également servi de décor au film de Luc BessonThe Lady (2011), sur l’opposante birmane Aung San Suu Kyi,.